# Segreti in famiglia
Segreti in famiglia (Mommy's Little Boy) è un film per la televisione del 2017 diretto da Curtis Crawford.

## Trama
Max Wilson muore annegato mentre sta nuotando in piscina insieme al fratellino Eric, il quale non fa nulla per salvarlo. Briana, la madre dei due ragazzi, sconvolta dal dolore, si getta ancora di più nell'alcool e arriva anche a commettere l'omicidio della vicina di casa quando questa vorrebbe allontanarla dal figlio. Successivamente Eric stringe amicizia con Michael Davis, il suo allenatore di baseball. Briana, che vorrebbe Eric tutto per sé e che progetta di fuggire in Messico con lui ed il nuovo fidanzato, perde completamente la testa e fa di tutto per interrompere la loro amicizia.